# Млади лавови
Млади лавови (енг. The Young Lions) је филм Едварда Дмитрика (Edward Dmytryk) из 1958, снимљен по истоименом роману Ирвина Шоа. У главним улогама појавили су се Марлон Брандо, Монтгомери Клифт и Дин Мартин.
Прича се одвија за време Другог светског рата, а говори о нацистичком официру (Брандо) и двојици пријатеља из америчке војске (Клифт и Мартин). Филм, који је био финансијски пун погодак, био је кључан за Мартинов повратак на сцену након разлаза с партнером Џеријем Луисом. Његова улога првобитно је припала Тонију Рандалу, али агенција за таленте MCA инсистирала је на Мартину.
Агенција је рачунала да ће ко год да одигра лик Мајкла Витакера са Брандом и Клифтом (двојицом најинтригантнијих глумаца педесетих) као партнерима, биће у пуној бољој позицији. И били су у праву.
Био је то једини филм у којем су заједно наступили Брандо и Клифт. Продуцент је био Ал Ликтман, а номинован је за награду БАФТА за најбољи филм 1959.

## Улоге
- Марлон Брандо... поручник Кристијан Дистл
- Монтгомери Клифт... Ноа Акерман
- Дин Мартин	... Мајкл Витакер
- Хоуп Ланг	... Хоуп Плауман
- Барбара Раш... Маргарет Фримантл
- Меј Брит... Гречен Харденберг
- Максимилијан Шел... капетан Харденберг
- Дора Дол... Симон
- Ли Ван Клиф... наредник Рикет